# Paguristes alcocki
Paguristes alcocki is een tienpotigensoort uit de familie van de Diogenidae. De wetenschappelijke naam van de soort is voor het eerst geldig gepubliceerd in 2005 door McLaughlin & Rahayu.